# Шрамченко, Михаил Николаевич
Михаи́л Никола́евич Шра́мченко (30 октября 1856, Брянск — 1919, Чернигов) — Нижегородский губернатор в 1907—1910 годах, Вологодский губернатор в 1910—1913 годах, действительный статский советник.

## Биография
Родился в Брянске, происходил из потомственных дворян Черниговской губернии, сын начальника Санкт-Петербургского арсенала (1866—1883) генерал-майора Николая Алексеевича Шрамченко (1825—1883) (в 1854—1860 годах служившего на Брянском пороховом заводе, а затем в местном арсенале) и Екатерины Петровны, урождённой Травиной.
Окончил Михайловское артиллерийское училище и выпущен в артиллерию с чином подпоручика (16 апреля 1878 года), затем продолжил образование в Михайловской артиллерийской академии, которую окончил в 1884 году. Поручик (24 марта 1885 года), заведующий хозяйственной частью батареи. В 1890 году вышел в запас в чине и перешëл на земскую службу. С 2 мая 1890 года земский начальник 1-го участка (Олишевская и Держаневская волости) Козелецкого уезда Черниговской губернии. В этой должности прослужил 11 лет. За успехи, достигнутые в работе, в 1901 году был назначен непременным членом Черниговского губернского по крестьянским делам присутствия.
В 1906 году был назначен бессарабским вице-губернатором, 22 декабря того же года получил чин действительного статского советника. На этом посту беспощадно подавлял революционное движение в Кишинёве во время событий 1905—1907 годов. Стал активным деятелем правомонархического «Союзa русского народа». Благодаря этому, был замечен в правительственных верхах и в феврале 1907 года назначен Нижегородским губернатором. Характеризовался как хваткий и энергичный, но не особенно самостоятельный губернатор. Управлял губернией с необходимой после кровавых событий 1905 года твердостью. В декабре 1908 года он был выбран эсерами как объект для террористического акта. В письме начальника отделения по охранению общественной безопасности и порядка в городе Москве от 8 декабря 1908 года сообщалось: 

Мысль об этом встречена в областном комитете Центральной области партии социалистов-революционеров сочувственно, причём высказывается мнение, что этот террористический акт необходимо осуществить ввиду того влияния, которым М. Н. Шрамченко пользуется в Министерстве внутренних дел, причём характер этого влияния приравнивается к влиянию графа Игнатьева, убитого в Твери
 Покушения благополучно избежал.
На посту губернатора инспектировал уезды, готовясь к празднованию 300-летия царствования дома Романовых. Погубило его несоблюдение норм общепринятой морали: законной супруге надоели бесконечные романы любвеобильного мужа, и она написала жалобу в Сенат. За скандальные любовные похождения был переведён из Нижегородской губернии.
Благодаря связям, в августе 1910 года был назначен губернатором в Вологду. Руководил губернией по июль 1913 года, пытаясь, как и ранее, править «твёрдой рукой». Позднее был уволен в отставку. Сменил его на этом посту Я. Д. Бологовский. До революции 1917 года служил участковым мировым судьёй Козелецкого уезда.
В 1919 году проживал в Чернигове. Был арестован и затем в августе 1919 года расстрелян Черниговской ЧК (в собранных для С. П. Мельгунова материалах ошибочно называется бывшим Вятским губернатором).

## Награды
- Орден Святого Станислава 2-й ст. (1894)
- Орден Святой Анны 2-й ст. (1898)
- Орден Святого Владимира 4-й ст. (1902)
- Орден Святого Владимира 3-й ст. (1910)
- персидский орден Льва и Солнца 3-й ст. (1902)
- Медали «В память царствования императора Александра III», «В память коронации Императора Николая II», «За труды по первой всеобщей переписи населения».
- Знак отличия «за труды по землеустройству», знак Красного Креста, вензелевое изображение имени императора Александра II.

## Семья
Михаил Николаевич Шрамченко был дважды женат:
- 1-м браком на Софии Александровне Литинской, дочери генерал-майора (развод)
- 2-м браком на Александре Константиновне Рединой, ранее бывшей замужем за другим представителем рода, Александром Александровичем Шрамченко